# Tam Á
Tam Á (tiếng Hoa: 三亞; pinyin: Sanya) là thành phố cực nam của đảo Hải Nam, Trung Quốc. Đây là thành phố lớn thứ hai (sau thủ phủ Hải Khẩu) trên đảo. Bức tượng Quan Âm cao 108 m hoàn thành ở đây năm 2005 là một trong những bức tượng cao nhất thế giới. Vịnh Á Loan và một bãi biển dài 7,5 km nằm phía đông nam của thành phố.
Theo điều tra dân số năm 2010, dân số của Tam Á là 685,408 người, sống trong một diện tích 1.919,58 km vuông (741,15 dặm vuông). Thành phố này nổi tiếng về khí hậu nhiệt đới và nổi lên như là một điểm đến du lịch nổi tiếng, cũng là địa điểm đào tạo của đội bóng chuyền bãi biển quốc gia Trung Quốc. Thành phố này có biệt danh là "Florida của Trung Quốc", thu hút một số lượng lớn người về hưu từ Đông Bắc Trung Quốc đến sinh sống và tham quan trong mùa đông. Tam Á là nơi tập trung một lượng nhỏ người Utsul.
Thành phố Tam Á là nơi đăng cai các kỳ thi Hoa hậu Thế giới (Miss World) năm 2003, 2004 và 2005, 2007, 2010, 2015, 2017, 2018.

## Lịch sử
Được biết đến trong thời cổ đại với cái tên Nhai Châu, La Mã hóa: Aichow (崖州), theo nghĩa đen là "vách đá hoặc quận", lịch sử của Tam Á có niên đại từ thời nhà Tần (221–206 TCN). Do sự xa xôi của nó từ các trung tâm chính trị trong thời kỳ Đế quốc Trung Quốc tại Trung Quốc, Tam Á đôi khi được gọi là Tianya Haijiao (天涯海角), có nghĩa là "tận cùng của bầu trời và đại dương" hoặc "tận cùng trái đất". Kết quả là, thành phố trở thành một nơi sinh sống lưu vong cho các quan lại bị triều đình thất sủng.
Trong triều đại nhà Đường, nhà sư Phật giáo Giám Chân vô tình đặt chân đến đây ở đây, sử dụng Tam Á như một phần của tác phẩm kể về chuyến hành trình truyền giáo của mình đến Nhật Bản.

### Thế kỷ XX
Năm 1912, Nhai Châu được đổi tên thành Yaxian (崖 县; La Mã: Aihsien). Nhật Bản sau đó chiếm đóng khu vực này trong Chiến tranh Trung-Nhật lần thứ hai (1941–1945) và đổi tên thành Tam Á thành Samah. Thành phố sau đó trở thành một cảng hải quân cho Hạm đội thứ hai của Hải quân Đế quốc Nhật Bản và là điểm khởi hành chính cho cuộc xâm lược của Nhật Bản đến Mã Lai và Thái Lan.
Vào tháng 4 năm 1950, Quân Giải phóng Nhân dân Trung Quốc đã tiếp quản Quận Yaxian và thành lập Chính phủ Nhân dân. Vào tháng 10 năm 1954, chính quyền của Ủy ban Yaxian được điều hành bởi Đảng Cộng sản Trung Quốc chuyển từ Yacheng sang Tam Á sau đó vào năm 1958, chính quyền Yaxian chuyển từ Yacheng đến Tam Á và Yaxian sáp nhập với Bảo Đình, Lăng Thủy, Niulou và Xinglong, Vạn Nnh để trở thành một quận lớn. Năm 1959 và 1961, các khu vực này được tách ra để thành lập các khu tự trị Bảo Đình và Lăng Thủy trong khi Quận Yaxian vẫn còn trong quận hiện tại của nó. Được chấp thuận bởi Hội đồng Nhà nước Trung Quốc, Yaxian đã được nâng cấp lên thành phố Tam Á vào ngày 26 tháng 9 năm 1987 vào ngày 30 tháng 12, thành phố Tam Á được chính thức thành lập.
Vào năm 2007, Ủy ban tổ chức Thế vận hội 2008 ở Bắc Kinh thông báo rằng thành phố Tam Á sẽ trở thành nơi đầu tiên của cuộc rước đuốc Olympic mùa hè Bắc Kinh 2008 tại Trung Quốc.
Trong thế kỷ 21, tầm quan trọng chiến lược của Tam Á đã phát triển cho quân đội Trung Quốc và là nơi có nhiều căn cứ hải quân giúp phát triển và bảo vệ các bãi biển và hải đảo tranh chấp quốc tế ở Biển Đông.

## Địa lý

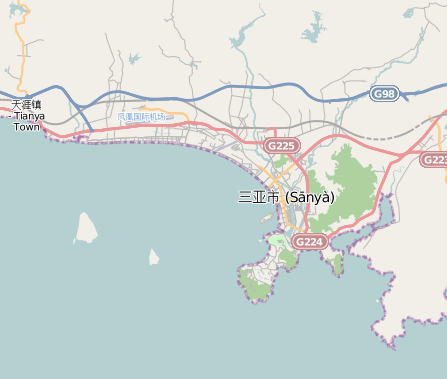
Bản đồ thành phố Tam Á

Tam Á nằm ở mũi phía nam của đảo Hải Nam tại vịnh Á Loan và từng được xem là điểm cực nam của Trung Quốc đại lục, và sau khi Tam Sa (cũng do tỉnh Hải Nam quản lý) thành lập, thì đây là thành phố cấp tỉnh cực nam thứ hai trên toàn quốc. Nằm ở vĩ độ 18 ° 15 'N, thành phố có vĩ độ tương đương với Đảo Hawaii. Mặc dù khu vực hành chính (thành phố Tam Á) có địa hình gồ ghề, thành phố nói chung là bằng phẳng, nằm trên một thửa đất giữa các ngọn núi thấp ở phía bắc và Biển Đông.

### Khí hậu
Thành phố có khí hậu nhiệt đới xavan (Köppen Aw), có thời tiết rất ấm áp quanh năm. Ảnh hưởng của gió mùa rất mạnh, với mùa mưa tương đối dài và mùa khô rõ rệt. Tháng lạnh nhất là tháng 1, ở 21,6 °C (70,9 °F), trong khi tháng nóng nhất, không giống như phần lớn khu vực còn lại của Trung Quốc, là tháng Sáu, khoảng 28,8 °C (83,8 °F); trung bình hàng năm là 25,8 °C (78,4 °F). Nhiệt độ nước duy trì trên 20 °C (68 °F) quanh năm.
| Dữ liệu khí hậu của Sanya (1971–2000)    | Dữ liệu khí hậu của Sanya (1971–2000) | Dữ liệu khí hậu của Sanya (1971–2000) | Dữ liệu khí hậu của Sanya (1971–2000) | Dữ liệu khí hậu của Sanya (1971–2000) | Dữ liệu khí hậu của Sanya (1971–2000) | Dữ liệu khí hậu của Sanya (1971–2000) | Dữ liệu khí hậu của Sanya (1971–2000) | Dữ liệu khí hậu của Sanya (1971–2000) | Dữ liệu khí hậu của Sanya (1971–2000) | Dữ liệu khí hậu của Sanya (1971–2000) | Dữ liệu khí hậu của Sanya (1971–2000) | Dữ liệu khí hậu của Sanya (1971–2000) | Dữ liệu khí hậu của Sanya (1971–2000) |
| Tháng                                    | 1                                     | 2                                     | 3                                     | 4                                     | 5                                     | 6                                     | 7                                     | 8                                     | 9                                     | 10                                    | 11                                    | 12                                    | Năm                                   |
| ---------------------------------------- | ------------------------------------- | ------------------------------------- | ------------------------------------- | ------------------------------------- | ------------------------------------- | ------------------------------------- | ------------------------------------- | ------------------------------------- | ------------------------------------- | ------------------------------------- | ------------------------------------- | ------------------------------------- | ------------------------------------- |
| Cao kỉ lục °C (°F)                       | 30.4 (86.7)                           | 31.0 (87.8)                           | 33.2 (91.8)                           | 34.5 (94.1)                           | 35.4 (95.7)                           | 35.9 (96.6)                           | 34.5 (94.1)                           | 34.3 (93.7)                           | 35.5 (95.9)                           | 33.7 (92.7)                           | 32.6 (90.7)                           | 31.9 (89.4)                           | 35.9 (96.6)                           |
| Trung bình ngày tối đa °C (°F)           | 26.1 (79.0)                           | 26.8 (80.2)                           | 28.6 (83.5)                           | 30.7 (87.3)                           | 32.0 (89.6)                           | 31.9 (89.4)                           | 31.7 (89.1)                           | 31.4 (88.5)                           | 31.2 (88.2)                           | 30.2 (86.4)                           | 28.5 (83.3)                           | 26.6 (79.9)                           | 29.6 (85.4)                           |
| Trung bình ngày °C (°F)                  | 21.6 (70.9)                           | 22.5 (72.5)                           | 24.6 (76.3)                           | 26.9 (80.4)                           | 28.4 (83.1)                           | 28.8 (83.8)                           | 28.5 (83.3)                           | 28.1 (82.6)                           | 27.4 (81.3)                           | 26.4 (79.5)                           | 24.3 (75.7)                           | 22.1 (71.8)                           | 25.8 (78.4)                           |
| Tối thiểu trung bình ngày °C (°F)        | 18.5 (65.3)                           | 19.8 (67.6)                           | 21.9 (71.4)                           | 24.2 (75.6)                           | 25.6 (78.1)                           | 26.1 (79.0)                           | 25.9 (78.6)                           | 25.5 (77.9)                           | 24.7 (76.5)                           | 23.4 (74.1)                           | 21.3 (70.3)                           | 19.0 (66.2)                           | 23.0 (73.4)                           |
| Thấp kỉ lục °C (°F)                      | 5.1 (41.2)                            | 11.0 (51.8)                           | 10.5 (50.9)                           | 19.1 (66.4)                           | 19.8 (67.6)                           | 21.3 (70.3)                           | 22.1 (71.8)                           | 21.8 (71.2)                           | 20.1 (68.2)                           | 14.7 (58.5)                           | 7.9 (46.2)                            | 7.1 (44.8)                            | 5.1 (41.2)                            |
| Lượng mưa trung bình mm (inches)         | 8.0 (0.31)                            | 12.8 (0.50)                           | 19.2 (0.76)                           | 43.3 (1.70)                           | 142.3 (5.60)                          | 197.5 (7.78)                          | 192.6 (7.58)                          | 221.5 (8.72)                          | 251.4 (9.90)                          | 234.5 (9.23)                          | 58.3 (2.30)                           | 10.7 (0.42)                           | 1.392,1 (54.8)                        |
| Số ngày giáng thủy trung bình (≥ 0.1 mm) | 3.4                                   | 3.6                                   | 3.9                                   | 5.6                                   | 10.0                                  | 14.0                                  | 13.8                                  | 16.0                                  | 17.0                                  | 13.5                                  | 6.6                                   | 3.7                                   | 111.1                                 |
| Độ ẩm tương đối trung bình (%)           | 84.3                                  | 85.8                                  | 83.9                                  | 80.4                                  | 76                                    | 73.8                                  | 72                                    | 73.5                                  | 79.5                                  | 81.8                                  | 82                                    | 82.8                                  | 79.6                                  |
| Nguồn: Weather China                     |                                       |                                       |                                       |                                       |                                       |                                       |                                       |                                       |                                       |                                       |                                       |                                       |                                       |

## Hành chính
Trước ngày 30 tháng 7 năm 2014, đã có thẩm quyền trực tiếp đối với bốn quận cấp huyện và hai quận phụ cấp thị trấn (乡级 管理 区; xiāngjí guǎnlǐqū), sáu thị trấn (镇; zhèn) và bốn trang trại nhà nước ở thành phố Tam Á. Bây giờ có bốn quận ở đây.
| Map                                                        | Map                  | Map          | Map                  | Map           | Map                  |
| ---------------------------------------------------------- | -------------------- | ------------ | -------------------- | ------------- | -------------------- |
| '''Cát Dương''' '''Thiên Nhai''' Hải Đường '''Nhai Châu''' |                      |              |                      |               |                      |
| Quận                                                       | Tiếng Trung giản thể | Hanyu Pinyin | Dân số (2010 census) | Khu vực (km²) | Mật độ dân số (/km²) |
| Cát Dương                                                  | 吉阳区               | Jíyáng Qū    | 257,061              | 372           | 691.02               |
| Thiên Nhai                                                 | 天涯区               | Tiānyá Qū    | 269,935              | 944           | 285.94               |
| Hải Đường                                                  | 海棠区               | Hǎitáng Qū   | 68,897               | 255           | 270.18               |
| Nhai Châu                                                  | 崖州区               | Yázhōu Qū    | 89,515               | 347           | 257.96               |

## Giao thông
Thành phố có Sân bay quốc tế Phượng Hoàng, hay còn gọi là Sân bay Phượng Hoàng (Fenghuang Airport). Phương tiện giao thông có taxi, xe buýt. Xe buýt từ các khu vực khác của Hải Nam phục vụ bến xe buýt của Tam Á. Xe buýt số 8 kết nối sân bay với Bãi biển Dadonghai. Từ đó du khách có thể bắt xe buýt số 24 hoặc 25 đến Vịnh Á Loan hoặc xe buýt số 28 đến Vịnh Hải Đường. Ngoài ra còn có một xe buýt miễn phí từ Quảng trường Luhuitou đến Trung tâm mua sắm miễn thuế tại Vịnh Hải Đường, một trong những trung tâm mua sắm lớn nhất ở Trung Quốc.
 Tư liệu liên quan tới Sanya tại Wikimedia Commons

### Đường sắt liên tỉnh vành đai Đông Hải Nam
Tuyến đường sắt liên tỉnh vành đai Hải Nam nối liền Tam Á và Hải Khẩu và chạy dọc theo bờ biển phía đông của đảo Hải Nam. Có 15 trạm ở giữa, hoặc đang hoạt động hoặc vẫn đang được xây dựng. Xe lửa được thiết kế để đi với tốc độ 250 km/h (160 dặm một giờ). Thời gian đi từ Tam Á đến Hải Khẩu mất khoảng 1 giờ 22 phút. Tuyến đường sắt cao tốc phía Tây Hải Nam, chạy dọc theo bờ biển phía tây của tỉnh cũng kết nối Tam Á với Hải Khẩu.

## Du lịch
Trong những năm gần đây Tam Á đã trở thành một điểm đến du lịch nổi tiếng. Nhiều chuỗi khách sạn quốc tế hiện đã được thiết lập trong khu vực. Trong năm 2009, nhóm khách sạn Mandarin Oriental sang trọng đã mở tại khu vực Dadong Hai của Tam Á, chi nhánh đầu tiên của khách sạn này ở Trung Quốc đại lục. Hiện tại có hơn 100 khách sạn, từ các thương hiệu quốc tế đến các khu nghỉ dưỡng được quản lý tại địa phương.
Các biển chỉ dẫn viết bằng tiếng Nga và tiếng Anh có thể được nhìn thấy khắp thành phố. Các nhà hàng ở Tam Á cũng nổi tiếng với khách du lịch quá cước (dù là người nước ngoài hay người Trung Quốc). Tuy nhiên, do tiếp xúc gần đây của hiện tượng này được đăng trên trang blog vi sinh Sina Weibo, các quan chức chính phủ Hải Nam và các quan chức thành phố Tam Á đã thề sẽ giải thích về hiện tượng này. Văn phòng thương mại và công nghiệp Tam Á cũng đã bắt đầu triển khai hệ thống thông tin thời gian thực mở và minh bạch của các nhà hàng hải sản của thành phố trong kỳ nghỉ tháng 5 để giám sát công cộng nhằm ngăn chặn bất kỳ giá nào trong tương lai của các nhà hàng.
Tam Á đang phải đối mặt với một vài thách thức vì nó tiếp tục mở rộng với tốc độ nhanh như vậy: thiếu cơ sở hạ tầng để hỗ trợ du lịch, gặp khó khăn trong việc tiếp cận địa điểm do các chuyến bay hạn chế và năng lực sân bay, ô nhiễm âm thanh, giao thông và an toàn giao thông, ô nhiễm bãi biển và quan trọng nhất là thiếu những khách sạn chất lượng.
Khu bảo tồn thiên nhiên vịnh Á Loan Tropic Paradise (亚龙湾 热带 天堂 森林 公园) và Khu bảo tồn thiên nhiên quốc gia Sanya Coral Reef (三亚 珊瑚礁 国家级 自然保护区) nằm gần vịnh Á Loan, và khu nghỉ mát du lịch quốc gia Vịnh Á Loan được thành lập. Trong những năm gần đây, các sinh vật sống ở vùng biển của Tam Á trở nên sinh sôi và khỏe mạnh hơn, một số loài cá heo, bao gồm cả cá heo lưng bướu Thái Bình Dương có nguy cơ tuyệt chủng, xuất hiện dọc theo bờ biển theo thời gian. Tuy nhiên, chúng chưa được coi là mục tiêu của ngành du lịch.

### Các địa danh

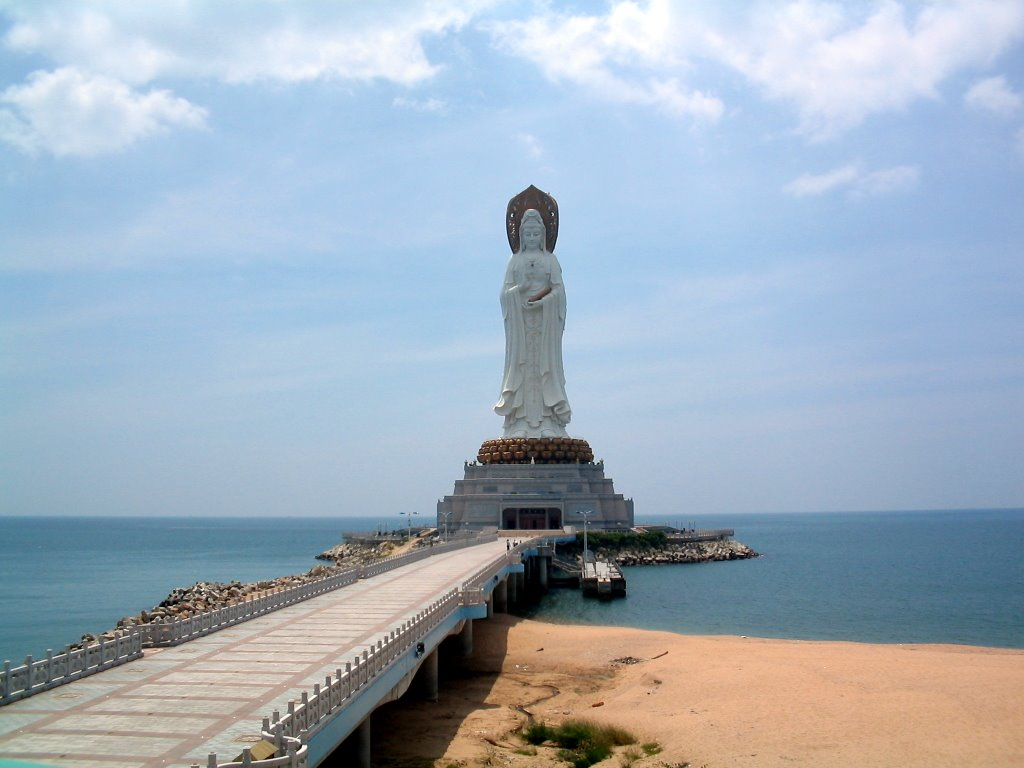
Tượng Phật Guan Yin

- Guan Yin của Biển Nam Tam Á, một bức tượng Phật cao 108 m (354 ft), được hoàn thành vào tháng 5 năm 2005 và là một trong những bức tượng cao nhất thế giới và Đền Nanshan liền kề.
- Vịnh Á Loan, một bãi biển du lịch lớn dài 7,5 km (4,7 mi) nằm ở phía đông thành phố Tam Á.
- Thiên Nhai Hải Giác
- Deer Turn Head Park (Luhuitou Park 鹿回头 公园) - Một công viên có chứa một bức tượng đá lớn trên bến cảng Tam Á từng có truyền thuyết về một thợ săn săn đuổi một con nai đến một mũi đất bị cô lập gần biển. Khi con nai không thể trốn thoát, nó quay sang nhìn người thợ săn và trở thành một người phụ nữ xinh đẹp. Người thợ săn không thể giết con nai và thay vào đó lại yêu cô ấy. Mọi người để lại một ổ khóa trên một chuỗi ở đỉnh núi với hy vọng rằng tình yêu của họ sẽ kéo dài miễn là khóa vẫn còn.
- Dadonghai, Tam Á, Hải Đường, Nhai Châu, và Xiangshuiwan là năm vịnh lớn ở Tam Á, vịnh Xiangshuiwan vẫn là đẹp nhất và tự nhiên gần núi Nuilin nổi tiếng.
- Thung lũng bướm (tiếng Trung: 蝴蝶谷; bính âm: Húdié Gǔ) và thủy cung.

Các điểm tham quan khác bao gồm:
- Phoenix Island, một khu nghỉ dưỡng quần đảo nhân tạo ở vịnh Tam Á
- Đảo Wuzhizhou
- Đảo Tây (西 岛)
- Daxiao Dongtian (大小 洞天), còn được gọi là Tiên hang động
- Trung tâm bảo tồn hổ và cá sấu.
- Đền Nanshan
- Hang Luobi, hang đá vôi cổ 15 km (9,3 mi) về phía bắc của Tam Á
- Công viên giải trí Lingshui / Xiangshui Li'an Ocean Harbor được dự kiến khánh thành năm 2013. Đây sẽ là công viên nước lớn nhất châu Á

## Hình ảnh

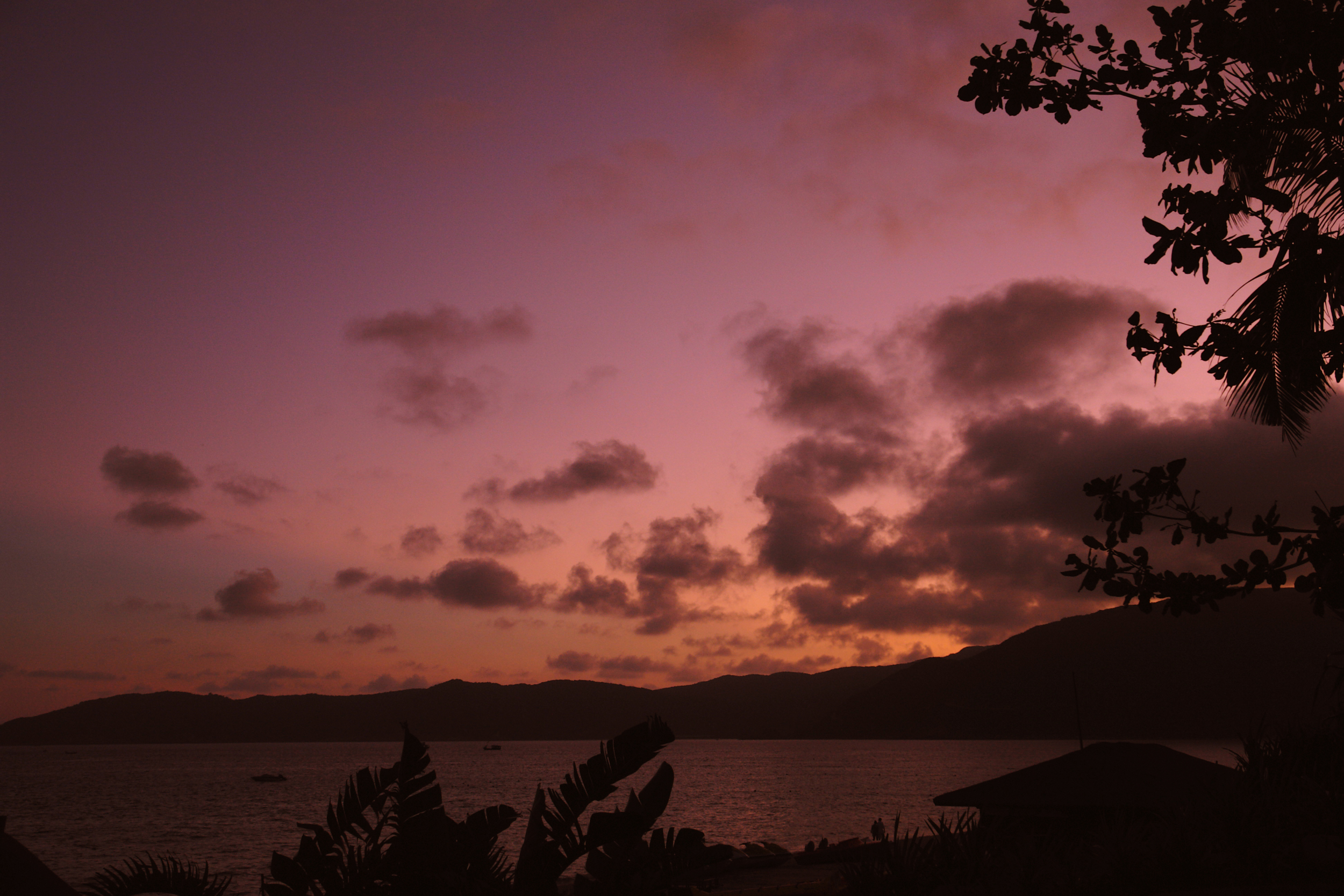
Tam Á lúc hoàng hôn
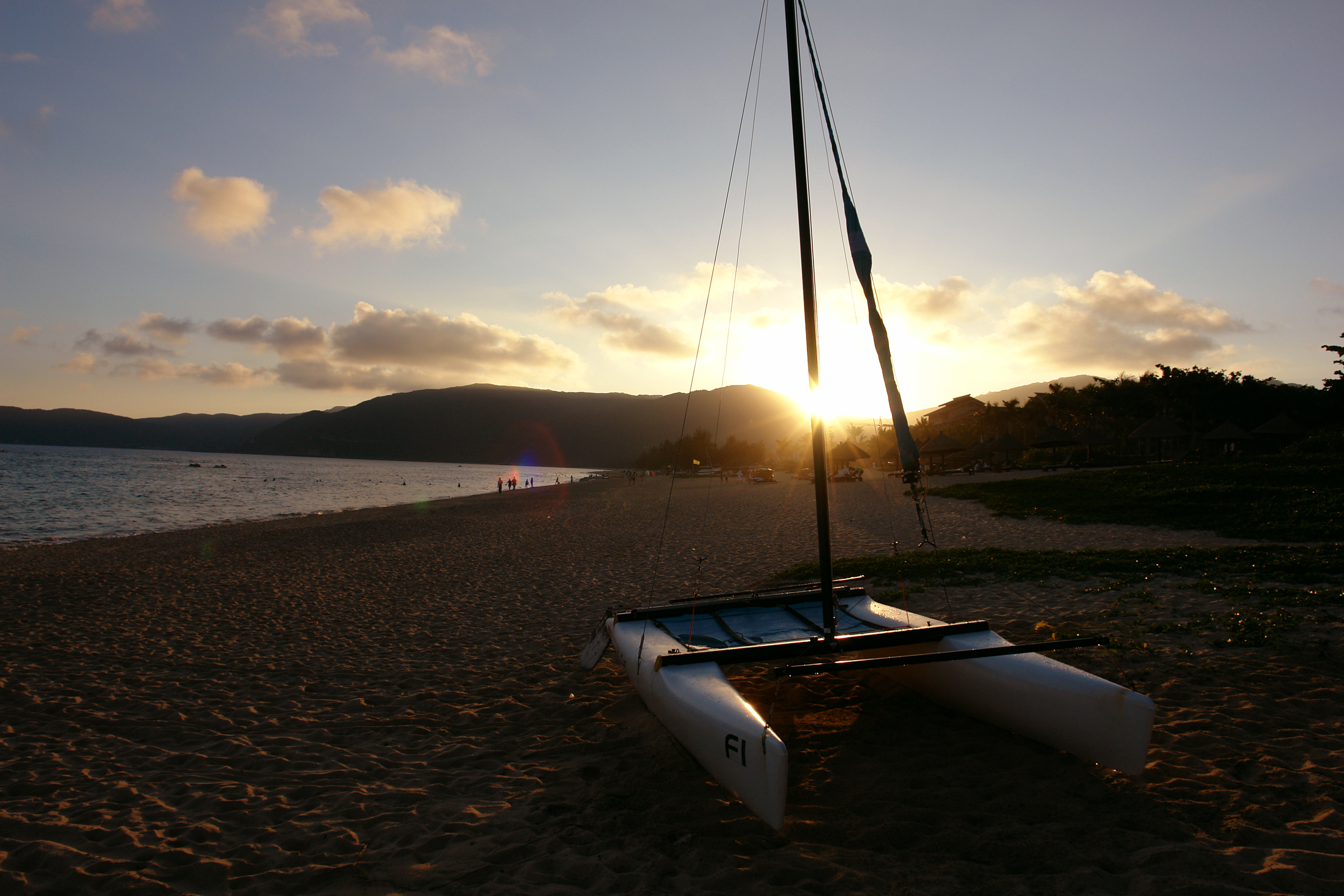
Tam Á lúc bình minh
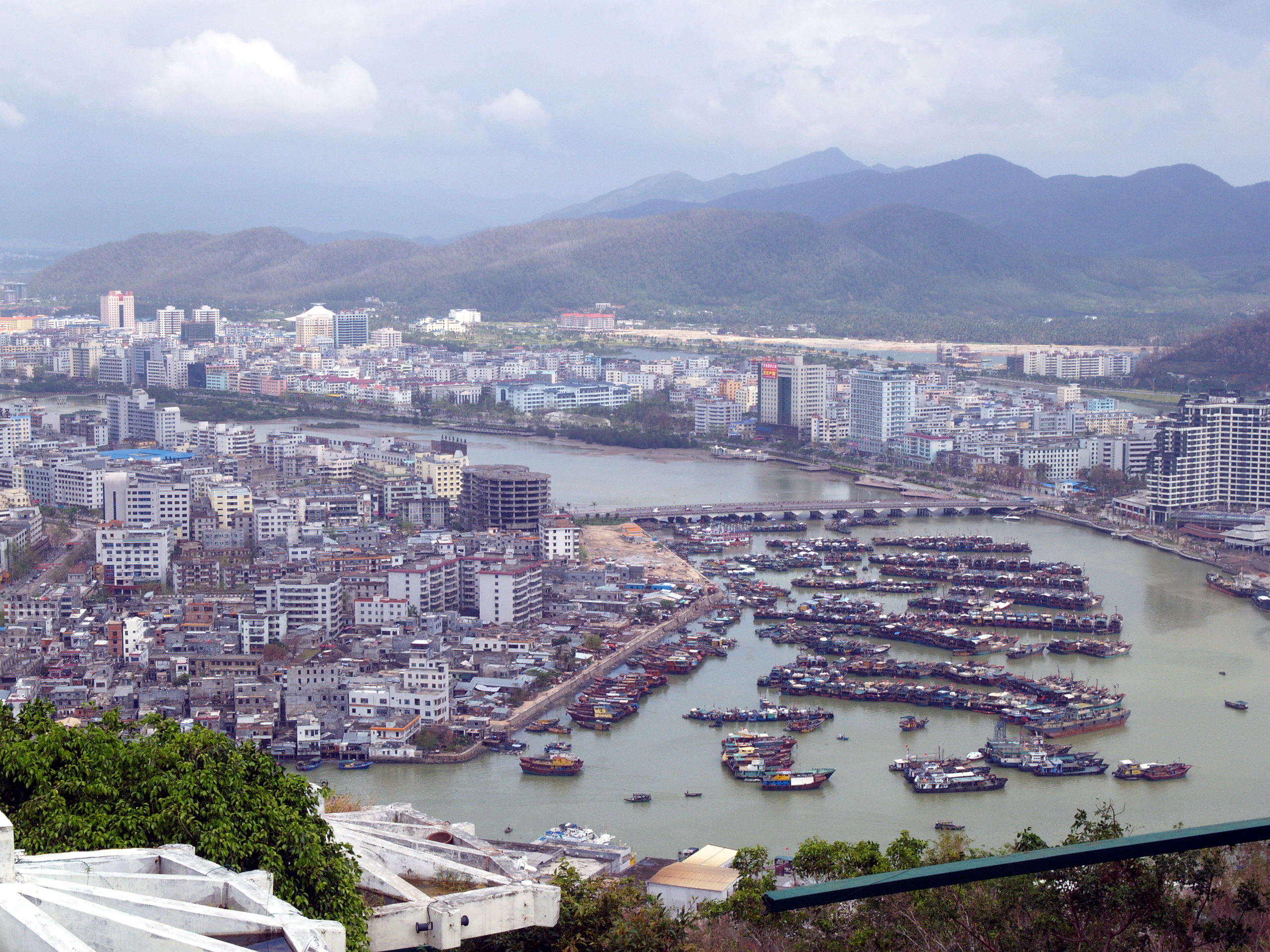
Đông Tam Á
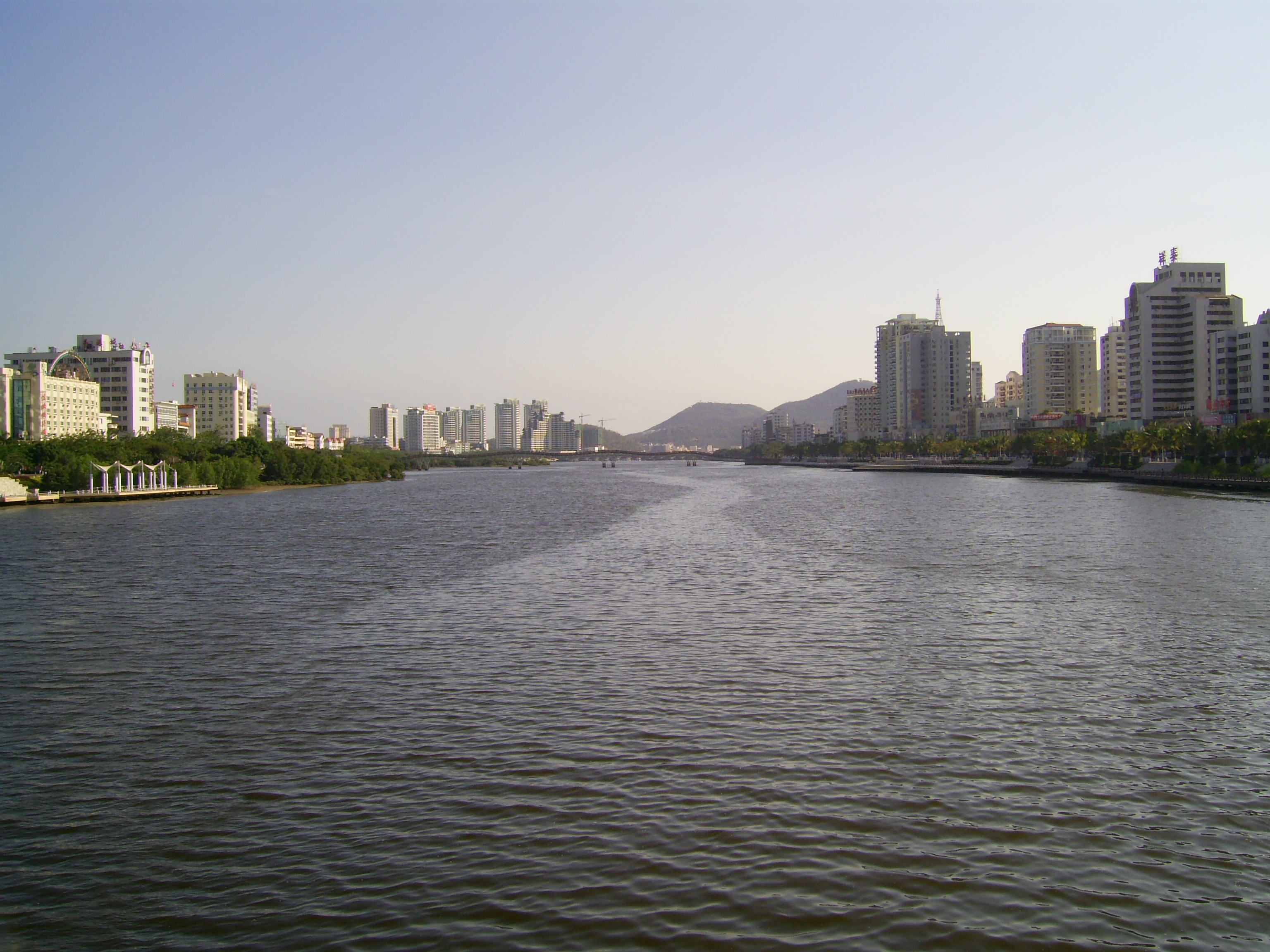
Sông
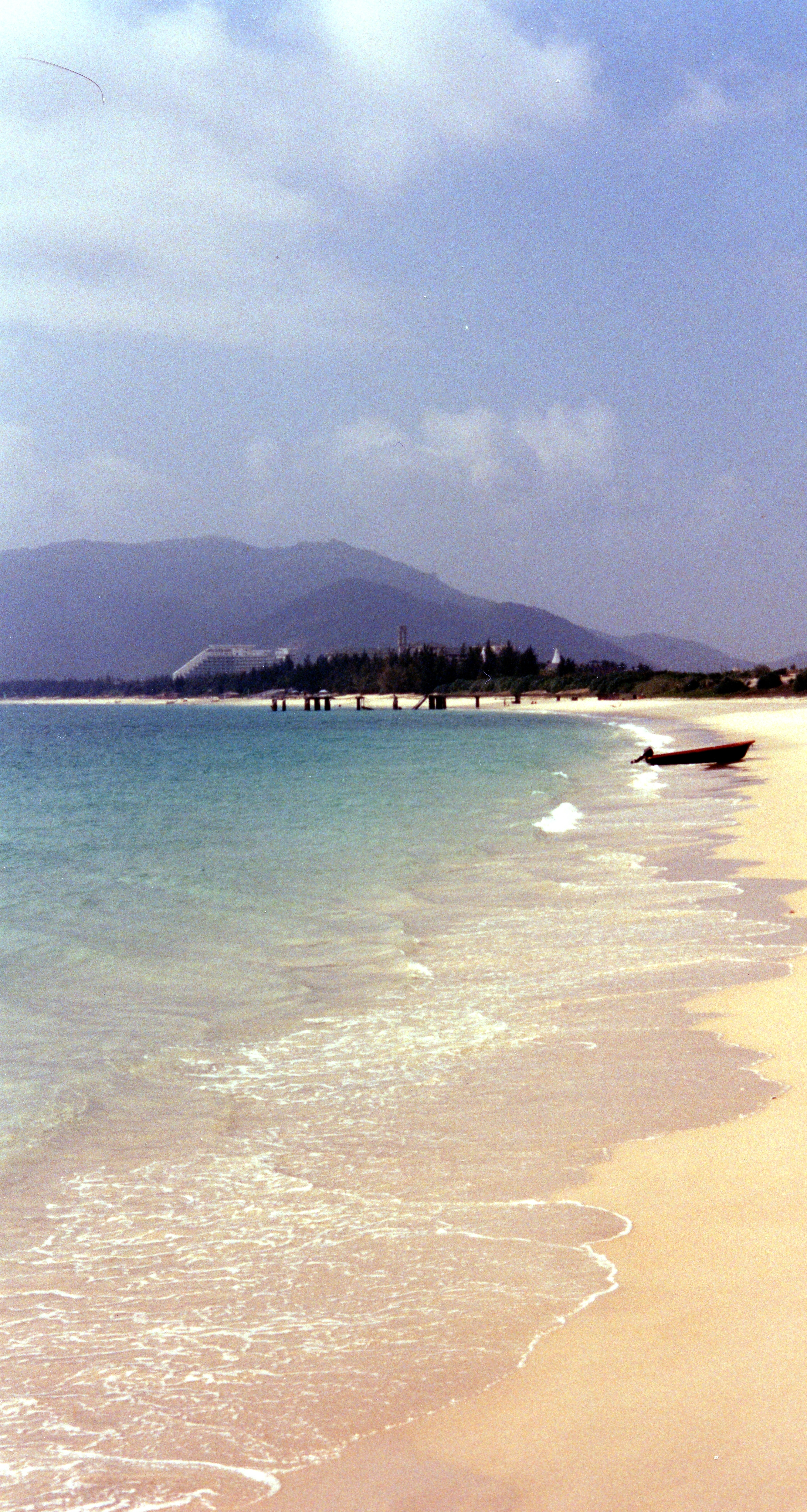
Bãi biển
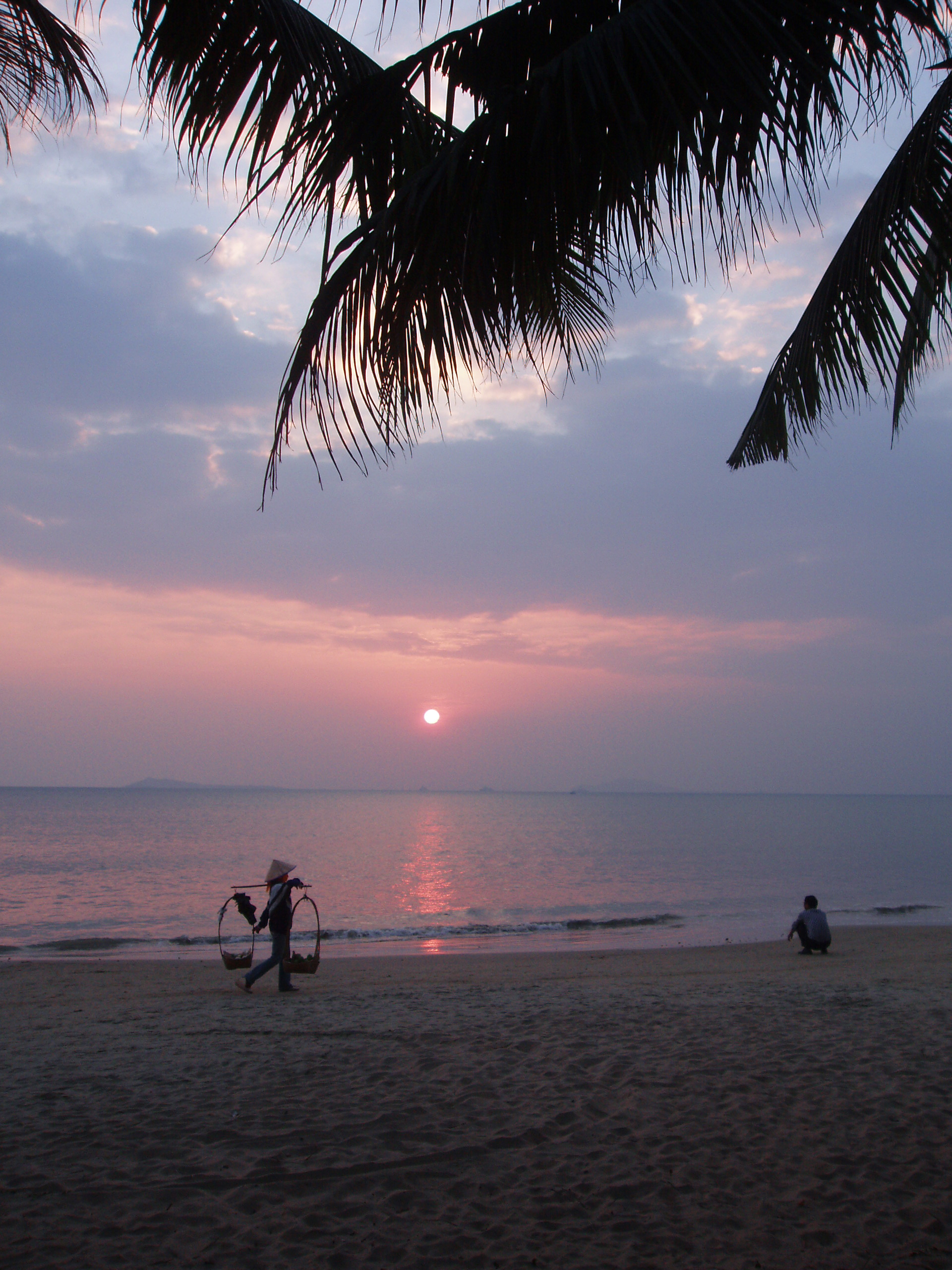
Hoàng hôn trên vịnh Tam Á
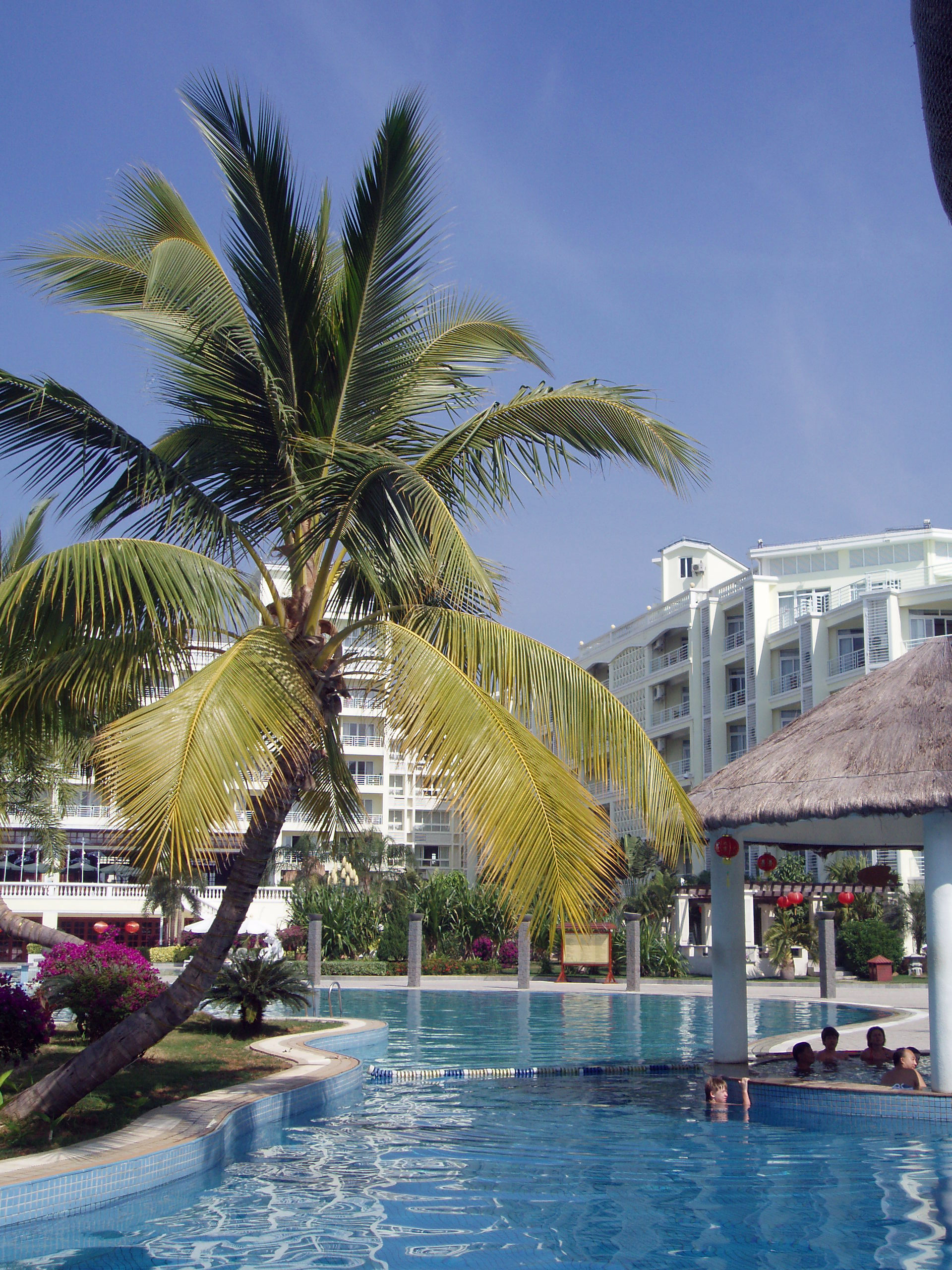
Một khách sạn ở Tam Á
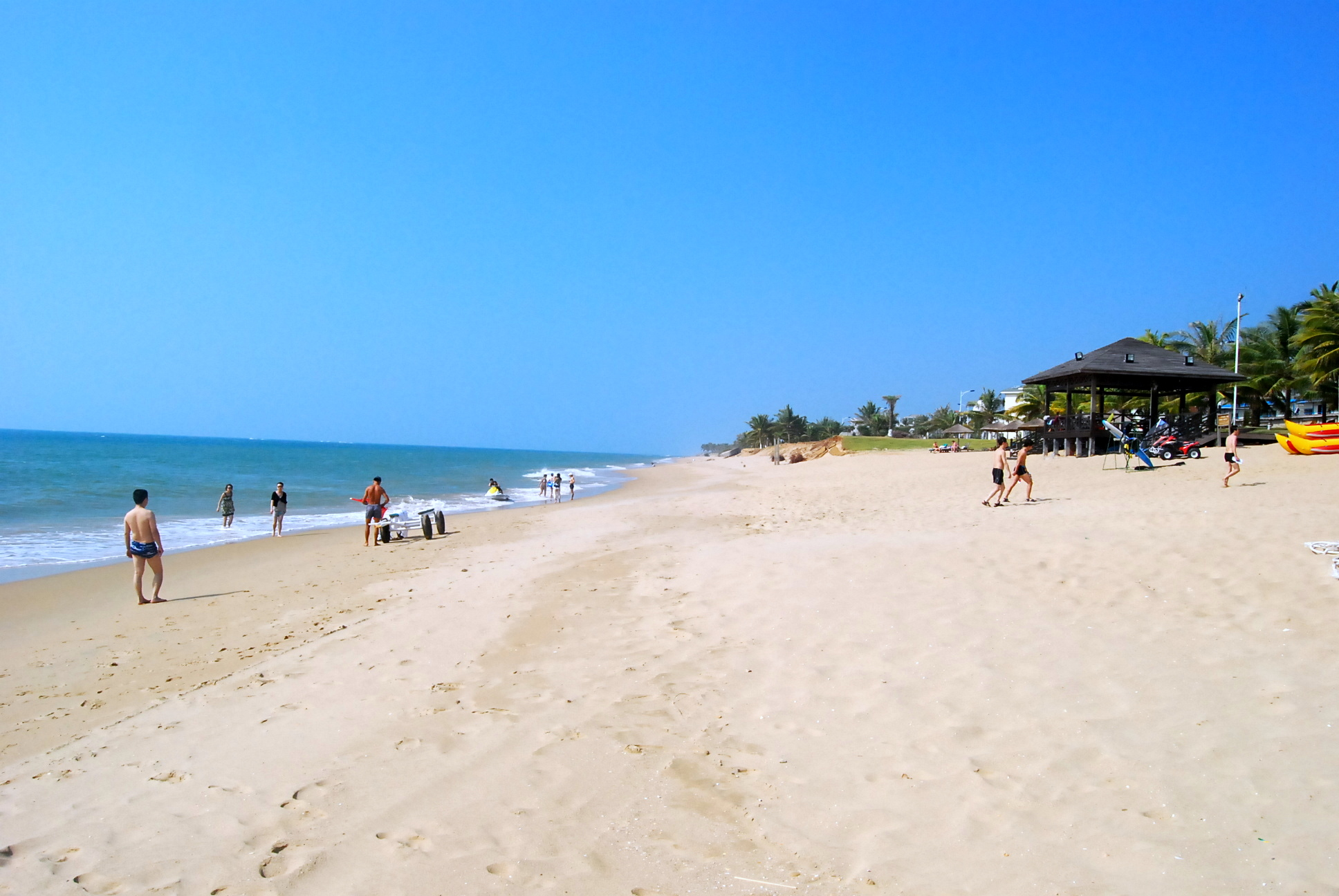
Bãi biển
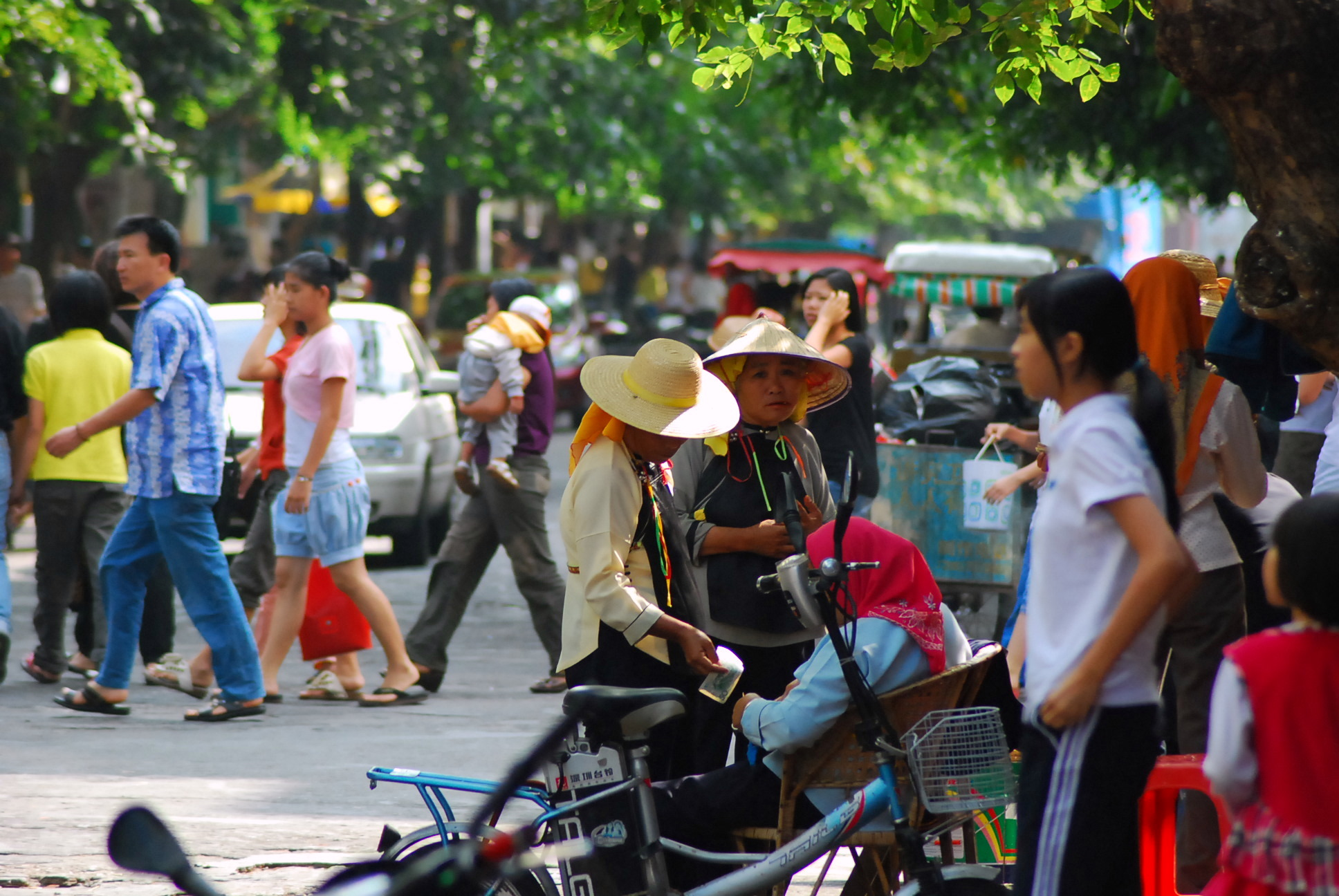
Một góc đường phố